# Keith Hall
Keith Hall (ur. 9 stycznia 1929, zm. 12 stycznia 2017) – brytyjski kierowca wyścigowy.

## Kariera
W wyścigach samochodowych Hall poświęcił się głównie startom zaliczanym do klasyfikacji Mistrzostw Świata Samochodów Sportowych. W latach 1956-1957 pojawiał się w stawce 24-godzinnego wyścigu Le Mans. W pierwszym sezonie startów nie dojechał do mety w klasie S 5.0. Rok później odniósł zwycięstwo w klasie S 750, a w klasyfikacji generalnej był czternasty.